# WWE The World
The World (inaugurado originalmente como "WWF Nueva York") fue un restaurante temático de la empresa de lucha libre profesional WWE como club nocturno en el Times Square, Nueva York. Está ubicado en elel edificio del Teatro Paramount entre la esquina de Broadway y la calle 43.

## Historia

### Apertura
En 1999, Vince McMahon, presidente de la promoción de lucha libre profesional World Wrestling Entertainment, arrendó un espacio en el Teatro Paramount en Times Square en Manhattan. Abrió el complejo a finales de 1999. El complejo constaba de una tienda al por menor en el primer piso y una discoteca subterránea. Fanáticos de la lucha de toda la zona metropolitana de la ciudad de Nueva York, así como personas de todo el mundo que visitaba el lugar. También, el complejo exhibía los eventos del programa semanal de Raw, SmackDown y los eventos mensuales PPV's, exhibidos en una pantalla grande. El restaurante mostró exclusivamente los PPV's que se desarrollaban en el Reino Unido de forma gratuita. De vez en cuando, los mismos luchadores hacían apariciones en el local ya sea mientras se emitía un programa de WWE o no. Desde octubre de 2000 hasta febrero de 2002, el programa de WWE Heat, presentaba a los comentaristas de dicho programa Michael Cole y Tazz quienes también hacían apariciones desde el complejo. El recinto tuvo apariciones en los videojuegos: WWF SmackDown! 2: Know Your Role, WWF SmackDown! Just Bring It y WWE SmackDown! Shut Your Mouth. Durante la historia de "The Invasion", Chris Kanyon intentó acabar con el restaurante para luego intentar ponerle el nombre The Alliance New York, pero solo fue por un programa de WWE Raw, siendo olvidado en el siguiente programa de Smackdown, donde el tema del cambio de nombre quedó desierta y sin volver a hablarse del asunto.

### Cierre y Hard Rock Cafe
Linda McMahon, la presidenta de WWE en ese entonces, decidió cerrar el recinto en febrero de 2003 para que de esa manera la empresa se concentrara en sus negocios globales, donde el Hard Rock Cafe quedó arrendando el lugar.